# 曹洞宗兩大本山臺灣別院
曹洞宗兩大本山臺灣別院，是日本曹洞宗兩大本山永平寺、總持寺在臺灣日治時期臺北市的別院。今日建築物尚存鐘樓、東和禪寺。

## 建築
曹洞宗大本山臺灣別院最早是從軍布教師佐佐木珍龍在1895年6月12日在艋舺龍山寺創立作為布教所開教，之後先遷到西門街。1902年3月，布教所遷至北門街三丁目七番地。
1908年，大石堅童禪師及孫心源禪師募資以轉移至東門町，占地四千五百一十九坪，入江善太郎設計，兩年後竣工。1910年3月，遷至東門街，並於5月升格為臺灣別院。1912年9月16到17日，本堂遭颱風吹襲倒塌而又重建。
1916年附設佛教學校，供僧侶與齋友子弟就讀，學習佛教教義及普通常識，1935年改名為私立台北中學，為今日泰北中學。
1917年，觀音禪堂完工。1923年，大殿（本堂）完成。1930年，鐘樓完成。戰後，寺院所有財產由政府接管，並曾為軍隊駐紮，後漸為違建戶占用，觀音禪堂改登記為東和禪寺。

### 豐川閣
臺灣別院內，曾設有豐川閣，屬於佛教系的稻荷信仰，本尊為由豐川稻荷請來的豐川吒枳尼尊天，稱為東門豐川閣。

## 歷任主持
1898年6月，正覺慈觀接任，直到1900年4月由管原正英接任，次年5月由山田祖學接任。1907年11月，大石堅童接任。1911年4月，霖玉仙接任。1913年，再由大石堅童復任。1920年3月，伊藤俊道接任不久，10月由水上興基到任。1930年8月，大野鳳洲接任。1933年4月，島田弘舟接任。1939年，高田良三接任。日本戰敗後，台籍僧人心源法師接管，改名為「東和禪寺」。1964年，賢頓法師接任。1986年，源靈法師接任。